# Vilma Degischer
Vilma Degischer, née Wilhelmine Anna Maria le 17 novembre 1911 à Vienne (Autriche) et morte le 3 mai 1992  à Baden (Autriche), est une actrice autrichienne. Elle est principalement connue en France pour avoir incarné à l’écran la belle-mère de Romy Schneider dans la série des Sissi.

## Biographie
En 1939, elle épouse le comédien Hermann Thimig (1890-1982), dont elle a deux filles.

## Filmographie
- 1931 : Die grosse Liebe de Otto Preminger
- 1955 : Sissi (Sissi) d'Ernst Marischka : archiduchesse Sophie
- 1956 : Sissi impératrice (Sissi, die junge Kaiserin) d'Ernst Marischka : archiduchesse Sophie
- 1957 : Sissi face à son destin (Sissi, Schicksalsjahre einer Kaiserin) d'Ernst Marischka : archiduchesse Sophie
- 1958 : Le ciel détourné (Der veruntreute Himmel) d'Ernst Marischka (d'après le roman de Franz Werfel) : Livia Argan
- 1962 : Forever My Love d'Ernst Marischka : archiduchesse Sophie
- 1963 : Le Monde merveilleux de Disney (série TV) : Mama Strauss (2 épisodes)
- 1963 : Le Cardinal (The Cardinal) d'Otto Preminger : Sœur Wilhelmina
- 1965 : La Case de l'oncle Tom (Die Halbzarte) de Rolf Thiele : Mme Shelby